# One Is Business, the Other Crime
One Is Business, the Other Crime é um filme mudo de 1912 norte-americano em curta-metragem, do gênero drama, dirigido por D. W. Griffith e estrelado por Blanche Sweet. Cópias do filme encontram-se conservadas na Biblioteca do Congresso e no Museu de Arte Moderna dos Estados Unidos.

## Elenco
- Charles West
- Dorothy Bernard
- Edwin August
- Blanche Sweet
- Frank Evans
- Kate Bruce
- William A. Carroll
- Robert Harron
- Frank Opperman
- Alfred Paget
- W. C. Robinson
- Kate Toncray